# Bestiolina arabica
Bestiolina arabica is een eenoogkreeftjessoort uit de familie van de Paracalanidae. De wetenschappelijke naam van de soort is voor het eerst geldig gepubliceerd in 2007 door Ali, Al-Yamani & Prusova.